# Port lotniczy Hyvinkää
Port lotniczy Hyvinkää (IATA: HYV, ICAO: EFHV) – port lotniczy położony w Hyvinkää, w Finlandii.